# Cherif Boubaghla
 (mars 2023).
La mise en forme du texte ne suit pas les recommandations de Wikipédia : il faut le « wikifier ».
Les points d'amélioration suivants sont les cas les plus fréquents. Le détail des points à revoir est peut-être précisé sur la page de discussion.
- Les titres sont pré-formatés par le logiciel. Ils ne sont ni en capitales, ni en gras.
- Le texte ne doit pas être écrit en capitales (les noms de famille non plus), ni en gras, ni en italique, ni en « petit »…
- Le gras n'est utilisé que pour surligner le titre de l'article dans l'introduction, une seule fois.
- L'italique est rarement utilisé : mots en langue étrangère, titres d'œuvres, noms de bateaux, etc.
- Les citations ne sont pas en italique mais en corps de texte normal. Elles sont entourées par des guillemets français : « et ».
- Les listes à puces sont à éviter, des paragraphes rédigés étant largement préférés. Les tableaux sont à réserver à la présentation de données structurées (résultats, etc.).
- Les appels de note de bas de page (petits chiffres en exposant, introduits par l'outil «  Source ») sont à placer entre la fin de phrase et le point final[comme ça].
- Les liens internes (vers d'autres articles de Wikipédia) sont à choisir avec parcimonie. Créez des liens vers des articles approfondissant le sujet. Les termes génériques sans rapport avec le sujet sont à éviter, ainsi que les répétitions de liens vers un même terme.
- Les liens externes sont à placer uniquement dans une section « Liens externes », à la fin de l'article. Ces liens sont à choisir avec parcimonie suivant les règles définies. Si un lien sert de source à l'article, son insertion dans le texte est à faire par les notes de bas de page.
- La présentation des références doit suivre les conventions bibliographiques. Il est recommandé d'utiliser les modèles {{Ouvrage}}, {{Chapitre}}, {{Article}}, {{Lien web}} et/ou {{Bibliographie}}. Le mode d'édition visuel peut mettre en forme automatiquement les références.
- Insérer une infobox (cadre d'informations à droite) n'est pas obligatoire pour parachever la mise en page.

Pour une aide détaillée, merci de consulter Aide:Wikification.
Si vous pensez que ces points ont été résolus, vous pouvez retirer ce bandeau et améliorer la mise en forme d'un autre article.
 (avril 2020).
Si vous disposez d'ouvrages ou d'articles de référence ou si vous connaissez des sites web de qualité traitant du thème abordé ici, merci de compléter l'article en donnant les références utiles à sa vérifiabilité et en les liant à la section « Notes et références ».
Mohammed Lamjed Ben Abdelmalek (en arabe : محمد الأمجد بن عبد المالك) ou Mohammed El-Amdjed Ben Abdelmalek (محمد الأمجد بن عبدالملك), dit le chérif Boubeghla (الشريف بوبغلة), est un résistant algérien des débuts de la conquête française de l'Algérie. Il est né en 1820.
Il est connu pour avoir été l'initiateur de la révolte populaire portant son surnom en août 1851 contre la colonisation française dans la région du Djurdjura (Grande Kabylie) qu’il étendit après l’adhésion de Lalla Fatma N’soumer. Il dirigea cette insurrection jusqu’à sa mort au combat le 26 décembre 1854 au sud des Bibans, dans les  hauts plateaux, dans la ville de Bordj Bou Arreridj.
Le 5 juillet 2020, à l'occasion de l'anniversaire de l'indépendance, les restes mortuaires de Chérif Boubaghla font partie des 24 résistants algériens conservés depuis plus d'un siècle et demi au Musée d'histoire naturelle de Paris à être rapatriés et inhumés au Carré des Martyrs du Cimetière d'El Alia à Alger.

## Biographie

### Jeunesse
Né dans la ville de Saïda dans l'Ouest algérien (Oranie) et issu de la tribu des Beni Amer, le chérif Mohamed Lemdjed Ben Abdelmalek grandit dans une famille d’érudits et de lettrés en sciences islamiques. Ses compagnons l'appelleront plus tard « Notre Sultan » en raison de sa bravoure au combat et sa grandeur d’âme.  Il est également nommé Bou-Seïf (Abou-Seïf), c'est-à-dire « le porteur de l’épée », « l’homme à l’épée », « l’écuyer », par extension « le chevalier », « le preux », etc. sobriquet bien plus valorisant sur le plan social que celui de « l'homme à la mule ». Bou-Seïf est un rappel des Siafas de l’émir Abdelkader, les fameux « Cavaliers rouges », dont aurait fait partie Boubaghla, qui, arrivant de l'ouest du pays (des environs de Saïda) s'établirent à Sour El-Ghozlane. À la suite des suspicions des autorités coloniales, il doit bientôt en partir et s'établit à la Kalâa des Beni Abbès, où il commence à organiser un mouvement d'insurrection, en particulier par des contacts avec les tribus des montagnes environnantes.

### Le début de l'insurrection
Après cette phase préparatoire, il attaque, le 10 mars 1851, Azib chérif Benali, chef de la zaouia d'Ichellaten et en même temps bachagha aux ordres des Français. Le chérif Benali reprochant aux Français de ne rien faire pour le protéger, ceux-ci décident d'établir un poste militaire à Beni Mansour, commandé par le colonel Beauprêtre. Le chérif Boubaghla décide alors de renouveler son attaque sur Ichellaten, mais il est cette fois défait et doit se replier sur le aarch des Ath Mellikeche, où il établit son nouveau centre d'opération. Il harcèle sans cesse la soldatesque coloniale avant d'être contraint de se replier vers le nord du Djurdjura, où de nouvelles tribus se joignent à sa lutte. 
Là, le chérif Boubeghla réussit à défaire un détachement de l'armée française dans un affrontement près de Boghni, le 18 août 1851. À la suite de cette défaite, une expédition opère pendant un mois sous les ordres du général Pélissier pour tenter de réduire les insurgés. De retour à Ath Mellikech, il étend son action vers la Kabylie maritime, si bien que le 25 janvier 1852, une colonne française de trois mille fantassins est nécessaire pour rouvrir la route entre El Kseur et Béjaïa. À la suite de cette nouvelle défaite, le chérif boubaghla tente de rassembler de nouveaux partisans, jusqu'au 19 juin où il est blessé à la tête pendant un combat qui a eu lieu au village Tighilt Mahmoud (près de Souk El Tenine).

### L'extension du mouvement
Ce n'est qu'au cours de 1853, profitant de l'envoi de nombreuses troupes françaises pour participer à la guerre de Crimée, qu'il réussit à relancer le mouvement d'insurrection. Un coup de main est réalisé par le capitaine Wolf sur Iazzouguen (Azazga). Mais l'agitation reste préoccupante et c'est finalement le gouverneur de la région, le général Randon, qui monte une expédition à la mi-1854 grâce à de nombreux renforts. Son premier objectif, la tribu des Ath Djennad, soutien de Boubaghla, est matée à la suite de la prise du village d'Aghrib. Puis l'assaut est donné aux Ath Yahia, et, malgré une feinte vers les Ath Ijjer et quarante jours d'escarmouches, l'opération lui coûte 94 soldats tués et 593 blessés. Le chérif Boubaghla, blessé, quitte alors la région pour retourner à Ath Mlikeche, où il reprend la réorganisation de ses troupes. Il parvient entre autres à s'allier à Lalla Fatma N'Soumer et est tué, le 26 décembre 1854, par Lakhdar-ben-el-hadj-Ahmed-Moqrani (frère de Mohammed-ben-el-hadj-Ahmed-Moqrani), à la suite d'une dénonciation. Dirigée maintenant par Lalla Fatma N'Soumer, la résistance contraint le général Randon à demander un cessez-le-feu après la bataille de Tachkirt, où les Français perdent 800 soldats, dont 56 officiers. Ce n'est qu'en 1857 que le mouvement sera définitivement écrasé.

## Hommage
C'est à 700 mètres au bas du village d'Ait-Izid, dans la commune de Souk El Thenine, que Boubaghla avait installé son camp. Le champ de bataille à Tighilt Mahmoud est depuis appelé Vouvaghla par les villageois, une manière d'honorer la mémoire du résistant Boubaghla.